# Les Quatre-Vents
Pour les articles homonymes, voir Quatre vents.
Ancienne commune de la Meuse, la commune des Quatre-Vents a existé de 1973 à 1984. 

## Toponymie
Le nom vient sans doute du fait que les communes se trouvent sur un plateau dénudé, balayé par les vents.

## Histoire
Elle a été créée en 1973 par la fusion des communes de Lemmes, Osches, Senoncourt-les-Maujouy et Vadelaincourt. En 1984, elle a été supprimée et les quatre communes constituantes ont été rétablies.